# Vali Ionescu
Vali Ionescu-Constantin (née le 31 août 1960 à Turnu Măgurele) est une athlète roumaine spécialiste du saut en longueur, championne d'Europe en 1982 et ancienne détentrice du record du monde.

## Carrière
Elle se révèle durant l'année 1982 en remportant la médaille de bronze des Championnats d'Europe en salle de Milan avec un saut à 6,52 m. Le 1er août 1982, à Bucarest, Vali Ionescu établit un nouveau record du monde de la discipline avec 7,20 m, améliorant d'un centimètre la meilleure marque mondiale de la Soviétique Vilma Bardauskiene datant de 1978. Début septembre, Ionescu s'adjuge le titre continental en plein air à l'occasion des Championnats d'Europe d'Athènes (6,79 m), devançant de six centimètres sa compatriote Anișoara Cușmir-Stanciu.
En 1984, Vali Ionescu se classe deuxième des Jeux olympiques de Los Angeles derrière Anișoara Cușmir-Stanciu.

## Palmarès
| Date | Compétition                    | Lieu        | Résultat | Marque |
| ---- | ------------------------------ | ----------- | -------- | ------ |
| 1982 | Championnats d'Europe en salle | Milan       | 3e       | 6,52 m |
| 1982 | Championnats d'Europe          | Athènes     | 1re      | 6,79 m |
| 1983 | Universiade                    | Edmonton    | 3e       |        |
| 1984 | Jeux olympiques                | Los Angeles | 2e       | 6,81 m |